# Масло вишнёвых косточек
Масло вишнёвых косточек или масло из ядер вишни — растительное масло, получаемое из вишнёвых косточек. Оно используется в кулинарии в качестве ароматизатора, отдушки и ингредиента косметики, например, помады.

## Свойства
В натуральном виде масло имеет цвет от коричневатого до жёлтого, а после очистки становится бледно-золотистым. Его описывают как имеющее «ореховый» запах.

## Кулинарное применение
В кулинарии масло из вишнёвых косточек используется в качестве ароматизатора в напитках, мороженом и приправах.